# Ян Хьон Джун
Ян Хьон Джун (кор. 양현준; нар. 25 травня 2002, Пусан) — південнокорейський футболіст, вінгер шотландського клубу «Селтік» і збірної Південної Кореї.

## Клубна кар'єра

### «Канвон»
Після закінчення середньої школи Пусана 2021 року приєднався до структури футбольного клубу «Канвон». Почав виступати за резервну команду, за яку дебютував 14 березня 2021 року в матчі Кей-ліги 4 (4-й дивізіон) проти «Йоджу». 23 травня дебютував в основному складі «Канвона» в поєдинку Кей-ліги 1 проти «Сеула». У своєму дебютному сезоні провів 10 матчів за першу команду «Канвона».
10 квітня 2022 року в поєдинку Кей-ліги 1 проти клубу «Пхохан Стілерс» забив свій перший гол за «Канвон». 13 липня брав участь у матчі всіх зірок Кей-ліги, в якому команда зірок Кей-ліги грала проти англійського клубу «Тоттенгем Готспур». 16 липня у матчі чемпіонату з «Сувоном» відзначився дублем. 10 вересня зробив дубль в поєдинку Кей-ліги 1 проти «Соннама». Усього в сезоні 2022 забив 8 голів у 38 матчах, а також був визнаний молодим гравцем року Кей-ліги 1 і молодим гравцем року за версією КФА.

### «Селтік»
26 липня 2023 року перейшов у шотландський клуб «Селтік», підписавши п'ятирічний контракт. 5 серпня дебютував за «Селтік» у матчі Прем'єршипу проти клубу «Росс Каунті», замінивши травмованого Ліеля Абаду. 19 вересня дебютував в єврокубках, вийшовши на заміну Луїсу Пальмі в поєдинку групового етапу Ліги чемпіонів УЄФА з «Феєнордом». Свій перший гол за «Селтік» забив 12 листопада у поєдинку Прем'єршипу проти «Абердина».
3 березня 2024 року в матчі Прем'єршипу проти «Гартса» був вилучений з поля на 16-й хвилині, отримавши пряму червону картку за фол на Алексі Кокрейні, за що був дискваліфікований на дві гри. Всього у своєму дебютному сезоні за «Селтік» провів 31 матч і забив 1 гол, допомігши команді здобути перемогу в Прем'єршипі, а також Кубок Шотландії.
Наступного сезону разом з «Селтіком» став чемпіоном Шотландії, а також володарем Кубка шотландської ліги.

## Кар'єра в збірній
В червні 2022 року почав виступати за олімпійську збірну Південної Кореї, в складі якої брав участь в молодіжному чемпіонаті Азії 2022 в Узбекистані, зігравши на турнірі два матчі, а корейці дійшли до чвертьфіналу, де поступились японцям.
28 серпня 2023 року вперше викликаний до збірної Південної Кореї головним тренером Юргеном Клінсманном для участі в товариських матчах проти збірних Уельсу і Саудівської Аравії 7 вересня дебютував за збірну Південної Кореї в поєдинку з Уельсом, замінивши Лі Дже Сона.
28 грудня 2023 року був включений в офіційну заявку збірної Південної Кореї для участі в матчах фінальної частини Кубку Азії 2023 в Катарі. На турнірі зіграв у чвертьфіналі проти Австралії та в півфіналі проти Йорданії, в якому корейці поступись з рахунком 0–2.
У березні 2024 року в складі олімпійської збірної Південної Кореї став переможцем чемпіонату Західної Азії (до 23 років), у фіналі якого корейці перемогли австралійців у серії післяматчевих пенальті.

## Статистика виступів

### Клубна статистика
Станом на 6 квітня 2025 
| Клуб              | Сезон             | Чемпіонат         | Чемпіонат | Чемпіонат | Кубок | Кубок | Кубок ліги | Кубок ліги | Континентальні | Континентальні | Всього | Всього |
| Клуб              | Сезон             | Дивізіон          | Матчі     | Голи      | Матчі | Голи  | Матчі      | Голи       | Матчі          | Голи           | Матчі  | Голи   |
| ----------------- | ----------------- | ----------------- | --------- | --------- | ----- | ----- | ---------- | ---------- | -------------- | -------------- | ------ | ------ |
| Канвон Б          | 2021              | Кей-ліга 4        | 21        | 4         | —     | —     | —          | —          | —              | —              | 21     | 4      |
| Канвон            | 2021              | Кей-ліга 1        | 9         | 0         | 1     | 0     | —          | —          | —              | —              | 10     | 0      |
| Канвон            | 2022              | Кей-ліга 1        | 36        | 8         | 2     | 0     | —          | —          | —              | —              | 38     | 8      |
| Канвон            | 2023              | Кей-ліга 1        | 21        | 1         | 2     | 0     | —          | —          | —              | —              | 23     | 1      |
| Канвон            | Всього            | Всього            | 66        | 9         | 5     | 0     | —          | —          | —              | —              | 71     | 9      |
| Селтік            | 2023–24           | Прем'єршип        | 24        | 1         | 2     | 0     | 1          | 0          | 4              | 0              | 31     | 1      |
| Селтік            | 2024–25           | Прем'єршип        | 20        | 4         | 2     | 1     | 2          | 0          | 6              | 0              | 30     | 5      |
| Селтік            | Всього            | Всього            | 44        | 5         | 4     | 1     | 3          | 0          | 10             | 0              | 59     | 6      |
| Всього за кар'єру | Всього за кар'єру | Всього за кар'єру | 131       | 19        | 9     | 1     | 3          | 0          | 10             | 0              | 130    | 19     |

1. ↑  Кубок Південної Кореї, Кубок Шотландії
2. ↑  Кубок шотландської ліги
3. 1 2  Матчі в Лізі чемпіонів УЄФА

### Міжнародна статистика
Станом на 25 березня 2025 
| Збірна            | Сезон             | Товариські | Товариські | Офіційні | Офіційні | Всього | Всього |
| Збірна            | Сезон             | Матчі      | Голи       | Матчі    | Голи     | Матчі  | Голи   |
| ----------------- | ----------------- | ---------- | ---------- | -------- | -------- | ------ | ------ |
| Південна Корея    |                   |            |            |          |          |        |        |
| 2023              | 1                 | 0          | 0          | 0        | 1        | 0      |        |
| 2024              | 0                 | 0          | 2          | 0        | 2        | 0      |        |
| 2025              | 0                 | 0          | 2          | 0        | 2        | 0      |        |
| Всього за кар'єру | Всього за кар'єру | 1          | 0          | 4        | 0        | 5      | 0      |

### Матчі за збірну
Станом на 25 березня 2025 
| Матчі Ян Хен Джуна за збірну Південної Кореї | Матчі Ян Хен Джуна за збірну Південної Кореї | Матчі Ян Хен Джуна за збірну Південної Кореї | Матчі Ян Хен Джуна за збірну Південної Кореї | Матчі Ян Хен Джуна за збірну Південної Кореї | Матчі Ян Хен Джуна за збірну Південної Кореї | Матчі Ян Хен Джуна за збірну Південної Кореї | Матчі Ян Хен Джуна за збірну Південної Кореї |
| №                                            | Дата                                         | Суперник                                     | Рахунок                                      | Голи                                         | Картки                                       | Хвилини                                      | Змагання                                     |
| -------------------------------------------- | -------------------------------------------- | -------------------------------------------- | -------------------------------------------- | -------------------------------------------- | -------------------------------------------- | -------------------------------------------- | -------------------------------------------- |
| 1                                            | 7 вересня 2023                               | Уельс                                        | 0–0                                          |                                              |                                              | 7'                                           | Товариський матч                             |
| 2                                            | 2 лютого 2024                                | Австралія                                    | 2–1 (дч.)                                    |                                              |                                              | 35'                                          | Фінальні матчі КА-2023                       |
| 3                                            | 6 лютого 2024                                | Йорданія                                     | 0–2                                          |                                              |                                              | 9'                                           | Фінальні матчі КА-2023                       |
| 4                                            | 20 березня 2025                              | Оман                                         | 2–0                                          |                                              |                                              | 5'                                           | Відбіркові матчі ЧС-2026                     |
| 5                                            | 25 березня 2025                              | Йорданія                                     | 1–1                                          |                                              |                                              | 22'                                          | Відбіркові матчі ЧС-2026                     |

Всього: 5 матчі / 0 голів; 2 перемоги, 2 нічиї, 1 поразка.

## Досягнення

### Командні досягнення
«Селтік»
- Чемпіон Шотландії: 2023–24[37], 2024–25[38]
- Володар Кубка Шотландії: 2023–24[39]
- Володар Кубка шотландської ліги: 2024–25[40]

Збірна Південної Кореї (олімп.)
- Переможець чемпіонату Західної Азії (до 23 років): 2023[41]

### Особисті досягнення
- Молодий гравець місяця Кей-ліги (4): квітень 2022, червень 2022, липень 2022, вересень 2022
- Молодий гравець року Кей-ліги 1: 2022
- Молодий гравець року за версією КФА: 2022[42]